# Alexfloydia
Alexfloydia repens és un gènere monotípic de plantes de la família de les poàcies. La seva única espècie: Alexfloydia repens B.K.Simon és originària de la costa est d'Austràlia.

## Descripció
És una planta herbàcia perenne; estolonífera, amb tiges de 18-24 cm d'altura; inerme; sense glàndules multicel·lulars; no aromàtica. Fulles no basalment agregades; no auriculades; sense bolets auriculars. Làmines de fulles lineals; amples; d'1-2 mm d'ample; camusa; sense venació croada; persistent. Ligulada amb pèls. Plantes bisexuals, amb espigues bisexuals; espiguetes hermafrodites.

## Taxonomia
Alexfloydia repens va ser descrita per Bryan Kenneth Simon i publicat en Austrobaileya 3(4): 670, f. 1. 1992.

## Etimologia
- Alexfloydia: nom genèric que va ser nomenat en honor del descobridor de l'espècie Alexander Floyd.[7]
- repens: epítet llatí que significa "rastrer".[8]